# Micoletzkya palliati
Micoletzkya palliati är en rundmaskart. Micoletzkya palliati ingår i släktet Micoletzkya och familjen Diplogasteridae. Inga underarter finns listade i Catalogue of Life.